# Drukarka rozetkowa

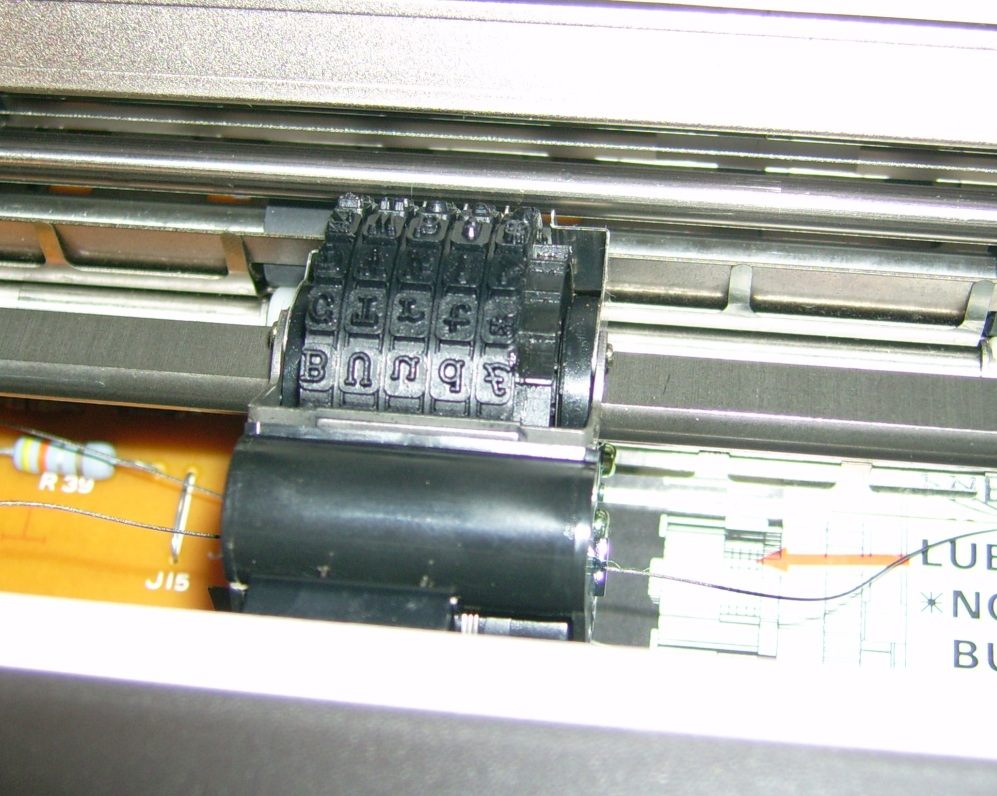
Rozetkowy element drukujący drukarki Atari 1027

Drukarka rozetkowa – znakowa drukarka uderzeniowa, odbijająca młoteczkiem przez taśmę barwiącą znaki rozmieszczone na obwodzie obrotowej tarczy lub bębnie – „rozetce”. Posiada łatwo wymienny zestaw znaków, co można wykonać poprzez zmianę rozetki.
Uzyskuje prędkość ok. 12 znaków na sekundę, daje najlepsze wydruki ze wszystkich drukarek uderzeniowych (tzw. LQ – Letter Quality), z tego względu mechanizm jej stosowany jest w maszynach do pisania. 

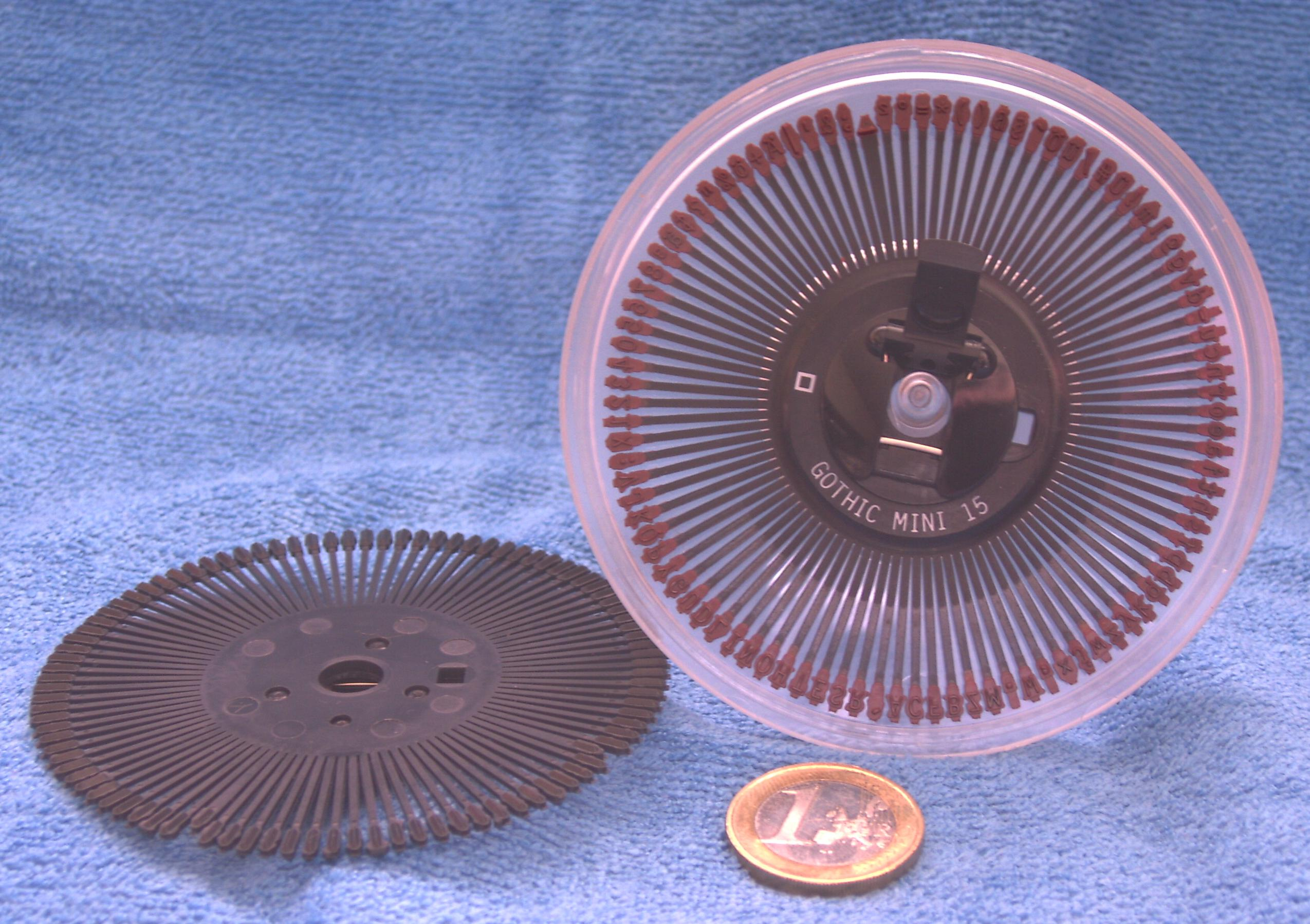
Rozetki